# Stängellav
Stängellav (Cladonia gracilis) är en lavart som först beskrevs av L., och fick sitt nu gällande namn av Carl Ludwig von Willdenow. Stängellav ingår i släktet Cladonia och familjen Cladoniaceae.  Utöver nominatformen finns också underarten turbinata.

## Källor

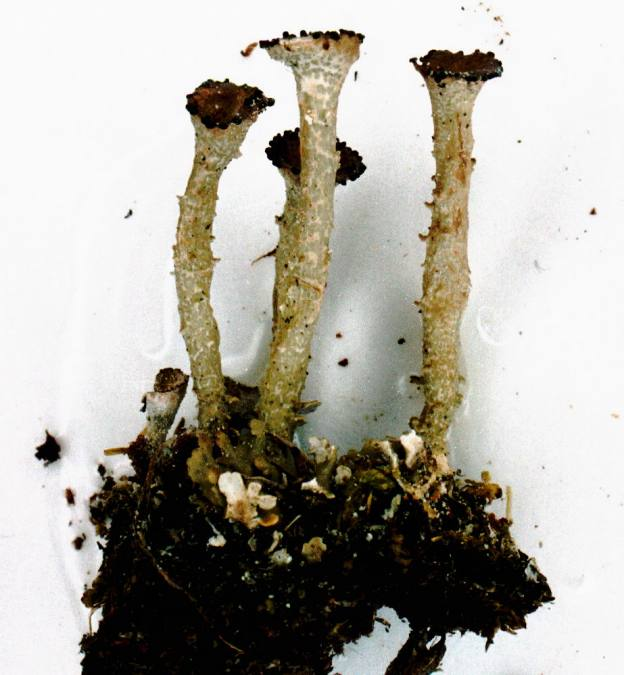
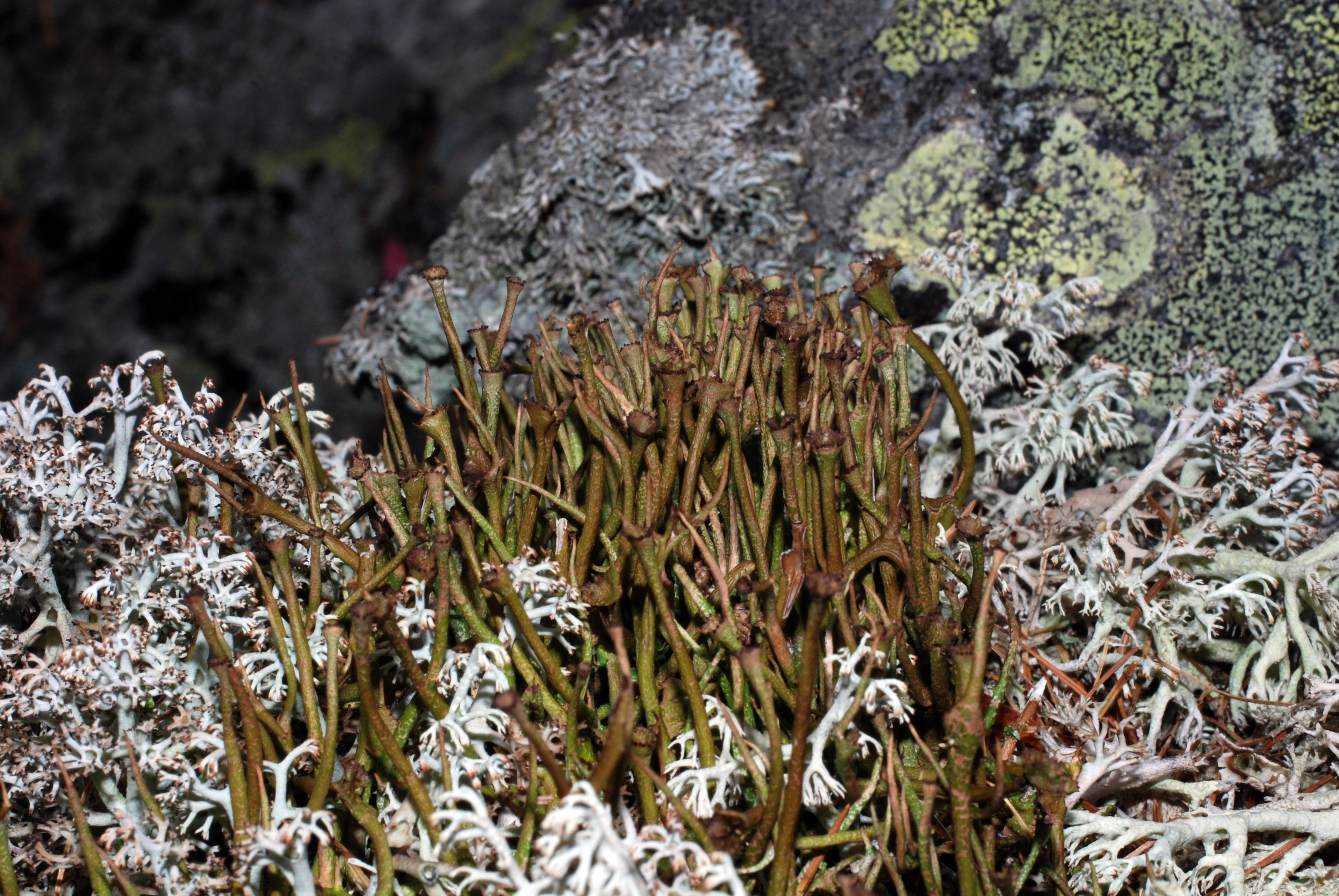
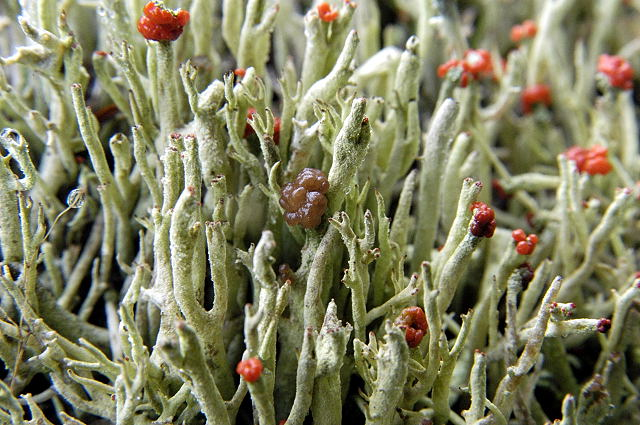
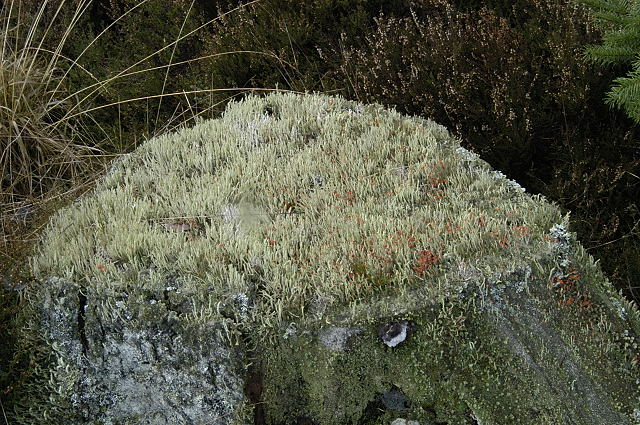
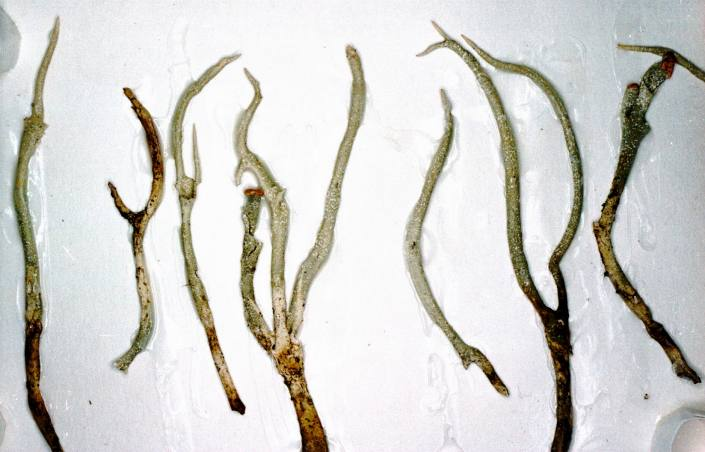
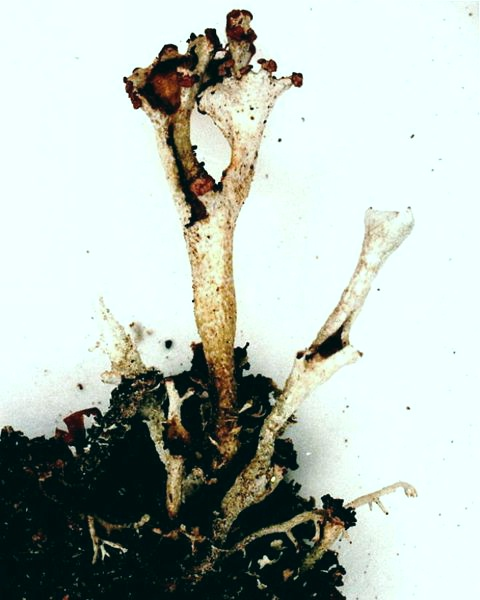